# Indonesië op de Olympische Zomerspelen 1956
Indonesië nam deel aan de Olympische Zomerspelen 1956 in Melbourne, Australië. Ook op de tweede editie werd geen enkele medaille gewonnen.

## Deelnemers en resultaten
(m) = mannen, (v) = vrouwen 

### Atletiek
| Olympiër             | Discipline       | Resultaat | Prestatie                     |
| -------------------- | ---------------- | --------- | ----------------------------- |
| Jalal Gozal          | 100m (m)         | 52e       | serie 5: 5de in 11,45         |
| I Gusti Putu Okamona | hoogspringen (m) | 27e       | kwalificatie: 27ste met 1,82m |
| Maridjo Wirjodemedjo | hoogspringen (m) | 24e       | kwalificatie: 24ste met 1,82m |

### Gewichtheffen
| Olympiër      | Discipline | Resultaat | Prestatie                                                                                  |
| ------------- | ---------- | --------- | ------------------------------------------------------------------------------------------ |
| Liem Kim Leng | -60kg (m)  | 15e       | drukken: 18de met 87,5kg trekken: 11de met 92,5kg stoten: 15de met 112,5kg totaal: 292,5kg |

### Schermen
| Olympiër     | Discipline | Resultaat | Prestatie                        |
| ------------ | ---------- | --------- | -------------------------------- |
| Siha Sukarno | degen (m)  | 30e       | groep 2: 6de met 2 overwinningen |
| Siha Sukarno | sabel (m)  | 29e       | groep 4: 6de met 0 overwinningen |

### Schietsport
| Olympiër      | Discipline              | Resultaat | Prestatie  |
| ------------- | ----------------------- | --------- | ---------- |
| Lukman Saketi | 25m snelvuurpistool (m) | 30e       | 522 punten |

### Voetbal
| Olympiër | Discipline | Resultaat | Prestatie                                                                |
| --- | ---------- | --------- | ------------------------------------------------------------------------ |
| Achad Arifin Chairuddin Siregar Jasrin Jusron Kwee Kiat Sek Maulwi Saelan Mohamed Rashjid Phwa Sian Liong Ramang Tan Ling Houw Thio Him Tjiang Aang Witarsa Ramlan Yatim Paidjo M. Sidhi Rukma Sudjana Kasmoeri Ramli Yatim Djamiat Dalhar Ade Dana Oros Witarsa | mannen     | 30e       | 1ste ronde: W van Vietnam: walk-over kwartfinale: V van Sovjet-Unie: 0-4 |

### Zwemmen
| Olympiër       | Discipline          | Resultaat | Prestatie               |
| -------------- | ------------------- | --------- | ----------------------- |
| Habib Nasution | 100m vrije slag (m) | 26e       | serie 4: 5de in 1.00,1  |
| Habib Nasution | 400m vrije slag (m) | 19e       | serie 2: 5de in 4.44,0  |
|                |                     |           |                         |
| Martha Gultom  | 100m rugslag (v)    | 23e       | serie 3: 8ste in 1.21,7 |
| Ria Tobing     | 200m schoolslag (v) | 14e       | serie 1: 7de in 3.14,2  |

Afghanistan · Argentinië · Australië · Bahama's · België · Bermuda · Birma · Brazilië · Brits-Guiana · Bulgarije · Cambodja* · Canada · Ceylon · Chili · Colombia · Cuba · Denemarken · Duits eenheidsteam · Egypte* · Ethiopië · Fiji · Filipijnen · Finland · Frankrijk · Griekenland · Groot-Brittannië · Hongarije · Hongkong · Ierland · IJsland · India · Indonesië · Iran · Israël · Italië · Jamaica · Japan · Joegoslavië · Kenia · Liberia · Luxemburg · Malakka · Mexico · Nederland* · Nieuw-Zeeland · Nigeria · Noord-Borneo · Noorwegen · Oeganda · Oostenrijk · Pakistan · Peru · Polen · Portugal · Puerto Rico · Roemenië · Singapore · Sovjet-Unie · Spanje* · Taiwan · Thailand · Trinidad en Tobago · Tsjecho-Slowakije · Turkije · Uruguay · Venezuela · Verenigde Staten · Vietnam · Zuid-Afrika · Zuid-Korea · Zweden · Zwitserland*

*alleen deelgenomen in Stockholm